# Igaliku
Igaliku, Igaliko – osada na południowym wybrzeżu Grenlandii, w gminie Kujalleq.
Według danych w serwisie World Gazetteer, w roku 2011 mieszkało w niej 31 osób.

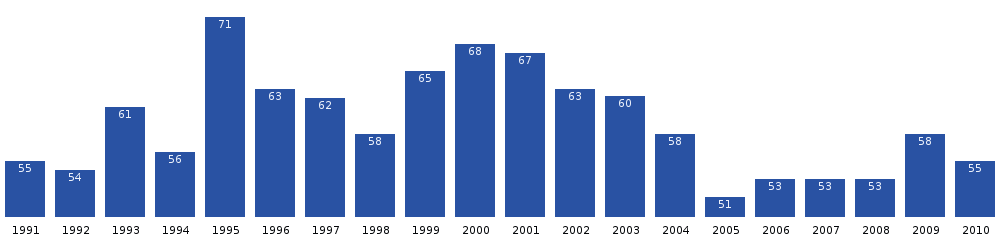
Populacja Igaliku w latach 1991-2010